# Rudná (Eslováquia)
Rudná é um município da Eslováquia, situado no distrito de Rožňava, na região de Košice. Tem 7,49 km² de área e sua população em 2018 foi estimada em 717 habitantes.

## Demografia
| Ano:        | 1994 | 2004   | 2014   | 2024   |
| ----------- | ---- | ------ | ------ | ------ |
| Broj ljudi: | 759  | 728    | 729    | 703    |
| Razlika:    |      | -4,08% | +0,13% | -3,56% |

| Ano:               | 2023 | 2024   |
| ------------------ | ---- | ------ |
| Número de pessoas: | 692  | 703    |
| Diferença:         |      | +1,58% |